# Маркус Ліндберг
Маркус Ліндберг (швед. Marcus Lindberg, нар. 31 серпня 1980, Свалев) — шведський футболіст, що грав на позиції захисника за низку шведських клубних команд та національну збірну Швеції.

## Клубна кар'єра
Народився 31 серпня 1980 року у Свалеві. Займався футболом у команді «Когередс БОІФ», звідки 1995 року перейшов до системи «Гельсінгборга». У дорослому футболі дебютував 1999 року виступами за головну команду останнього клубу, в якій провів шість сезонів, взявши участь у 32 матчах чемпіонату. 
Протягом 2005—2007 років захищав кольори клубу «М'єльбю», а 2008 року перебрався до «Кальмара». Відіграв за команду з Кальмара наступні три сезони своєї ігрової кар'єри. Більшість часу, проведеного у складі «Кальмара», був основним гравцем захисту команди.
Протягом 2011—2012 років захищав кольори клубу «Енгельгольм ФФ», а завершував ігрову кар'єру у нижчоліговому «Осторпсі», де був граючим тренером протягом 2013—2014 років.

## Виступи за збірну
2001 року був викликаний до національної збірної Швеції, провів того року дві гри у її складі. Свою третю і останню гру за національну команду провів лише 2009 року.